# Courtalam

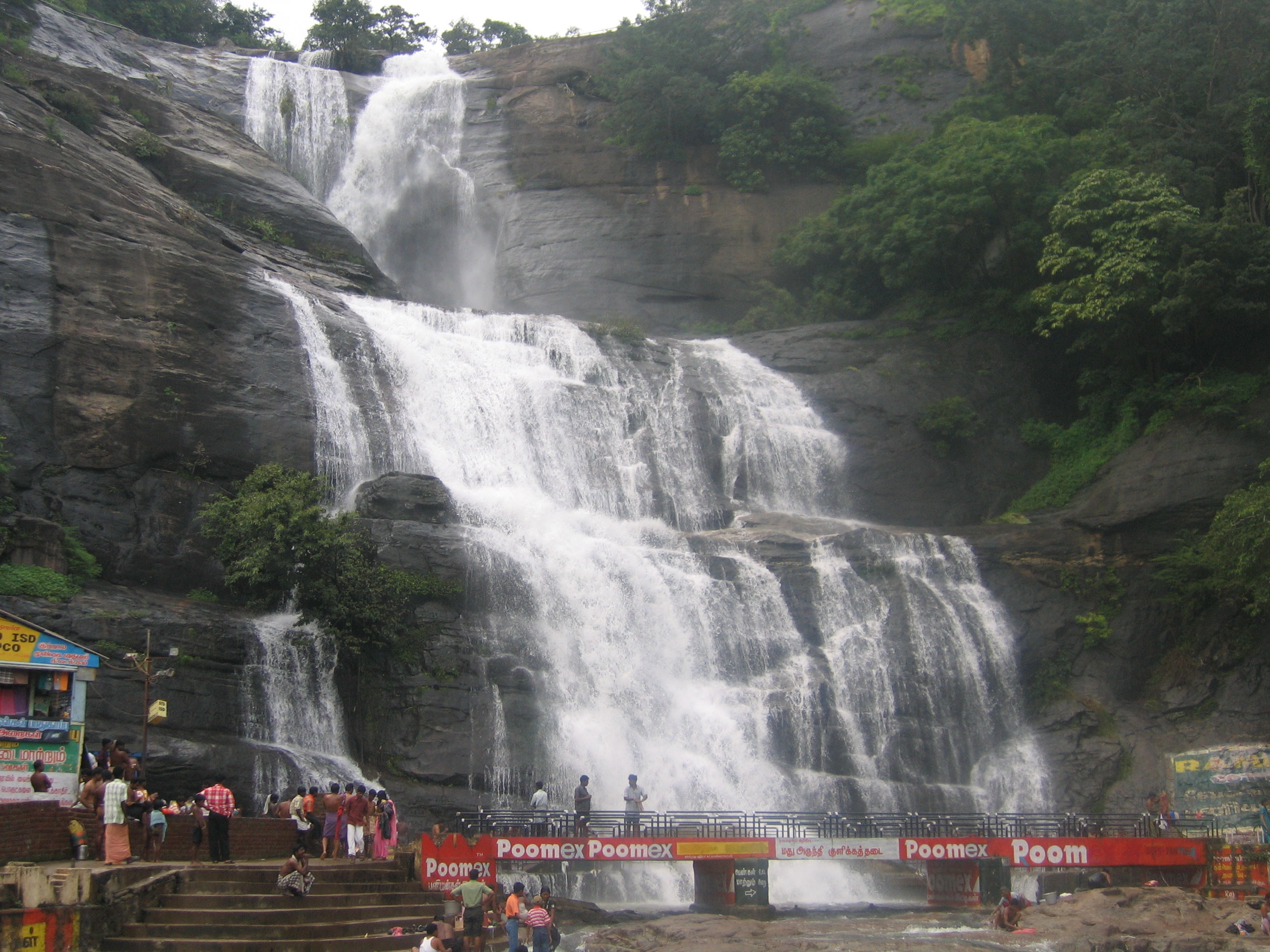
Courtalam waterval

Courtalam of Courtallam is een panchayatdorp in het district Tenkasi van de Indiase staat Tamil Nadu. 

## Demografie
Volgens de Indiase volkstelling van 2001 wonen er 2.368 mensen in Courtalam, waarvan 41% mannelijk en 59% vrouwelijk is. De plaats heeft een alfabetiseringsgraad van 75%. 